# Steve Whitmire

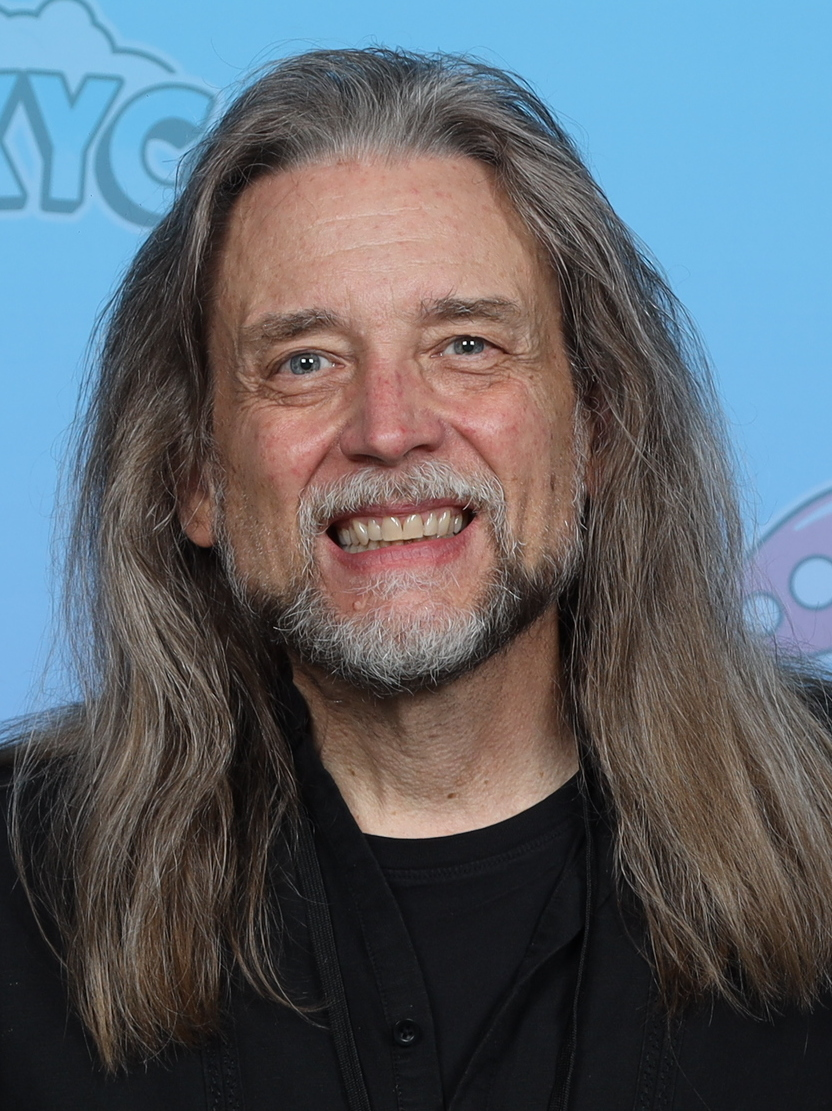
Steve Whitmire, 2023

Steve Whitmire (* 24. September 1959 in Atlanta, Georgia) ist ein US-amerikanischer Puppenspieler, der für seine Rollen in der Sesamstraße und den Muppets bekannt wurde.

## Leben
Infolge seines Abschlusses erhielt Whitmire 1978 eine Anstellung in der Muppets Show. Nach dem Tod von Jim Henson im Jahr 1990 baten dessen Kind und Frau, Brian Henson und Jane Henson, Whitmire darum, die Rollen von Kermit dem Frosch, einer Hauptfigur der Muppets, und Ernie von Ernie und Bert, zu übernehmen. Whitmire stimmte zu und übernahm später noch die Rollen vom Nachrichtensprecher, Beaker und Statler; originale Rollen erhielt Whitmire mehrere, darunter Rizzo die Ratte.
2017 kündigte man das Ende der Zusammenarbeit mit Whitmire an und dass Matt Vogel die Rolle von Kermit dem Frosch übernehmen würde. Brian Henson erklärte, dass er bereits früher eine Neubesetzung unterstützt habe und der Grund dafür Whitmires „respektloses“ Verhalten, darunter „empörende Forderungen“, gewesen sei. Lisa Henson, Präsidentin der Jim Henson Company, sagte, dass Whitmire in der Vergangenheit mit dem Feuer in Vertragsverhandlungen gespielt habe. Der Puppenspieler sagte gegenüber The Hollywood Reporter: „Sie hatten das Gefühl, ich sei ‚respektlos‘ gewesen, wenn ich mich zu Charakterfragen äußerte.“ Zudem äußerte Whitmire daran Interesse, die Rolle in der Zukunft wieder zu erwerben. Er ist mit Melissa L. Hammers verheiratet.